# Броненосни крайцери тип „Джузепе Гарибалди“
Джузепе Гарибалди (на италиански: Guiseppe Garibaldi) са серия броненосни крайцери построени в Италия през периода от 1894 г. до 1905 г. Построени са 10 кораба, които са част от флотите на Аржентина, Испания, Италия и Япония. Корабите от този проект участват в Испано-американската война, Руско-японската война, Итало-турската война и Първата световна война.

## История на проекта
През 1892 г. главният конструктор на италианския флот Бенедето Брин възлага техническо задание за създаване на боен кораб среден по тонаж, който може да изпълнява както крайцерски задачи, така и такива, които са възлагани на броненосците. Решението е обединяване на по-ранния проект броненосни крайцери тип „Виттор Пизани“ (бързоходни и добре бронирани, но слабо въоръжени) и току-що заложените броненосци тип „Филиберто“, от които новия тип кораби взема двете намалени кули на главния калибър и характерния симетричен силует с една мачта между двата раздалечени комина. Детайната разработка на проекта се води от Едуардо Масдеа, по-рано разработващ проекта на „Пизани“.
1894 г. на стапелите на фирма „Ансалдо“ в Генуа е заложен главният кораб на серията, който получава името „Джузепе Гарибалди“. Корабите са предназначени за италианския флот, но нелошите им бойни характеристики и умерената им стойност (около 700 хиляди паунда) и бързите темпове на строителство ги правят много атрактивни за експорт, особено ако купувача е пред вероятна война в близко бъдеще. Като резултат първите пет крайцера на серията биват продадени на четири други държави – четири на Аржентина, която се готви за война с Чили и един на Испания, която е пред война със САЩ.
Трите последващи кораба, заложени през 1898 г., влизат в състава на италианския флот. Първоначално корабите за него са четири, но през 1901 г. последният бива отказан, понеже проектът вече е класифициран като остарял. Въпреки това, през 1902 г., „Ансалдо“ получава нова поръчка от Аржентина за още два кораба от този тип, които впоследствие са отказани. След анулиране на поръчката „Ансалдо“ предлага корабите на Русия, но въпреки изгодната оферта за практически вече готови кораби при наближаваща война с Япония, Русия се отказва от нея. В края на 1903 г. крайцерите са купени от Япония, която не пропуска изгодната сделка.

## Конструкция
Като цяло крайцерите „Гарибалди“ имат еднаква конструкция, като основните разлики са в силовата установка и състава на въоръжението. Първите пет кораба са с проектна водоизместимост от 6775 t, а следващите три (за италианския флот) – 7240 t. Последните два (японските „Ниссин“ и „Касуга“) – 7700 t.

### Корпус
Стоманеният корпус на кораба е относително широк по сравнение с дължината му (6:1), разширявайки се в централната част. Корабът е с ниски бордове (при носа – 5,8 m), с таран и гладка палуба. На централната масивна надстройка има два комина и една мачта с бойни марсове между тях. Пред предния комин се намират постовете на управление – бойната рубка, а над нея – щурманската и рулевата рубки, които са съединени чрез надпалубни проходи с кърмовия мостик, който се намира зад втория комин.

### Силова установка
Двете парни машини с тройно разширение, произведени в Италия по британски лиценз, задвижват два винта. На първите три кораба са поставени по осем цилиндрически огнетръбни котли; на пет от следващите по-новите водотръбни котли на „Никлос“ или „Белвил“ (от 16 до 24). На двата последни кораби, по настояване на аржентинците, са поставени първоначалните по проект по-евтини огнетръбни котли. Мощността на машините при естествена тяга е около 8000 к.с., което дава около 18 възела ход, а при форсирана тяга – 13 000 к.с. и 20 възела скорост, което за онези времена вече не е особено бърз ход. Практически скоростта на крайцерите не превишава 19,5 възела. Проектният запас гориво е 400 t въглища, а максималният – 1000 t, което позволява далечина на плаване при 10 възела ход съответно 2000 и 4800 мили – приемливо за Средиземно море, но не и за океанско плаване. На последващите пет кораба мощността на машините е увеличена до 13 500 к.с., а запасът въглища нараства до 650 t (нормален) и 1200 t (максимален).

### Брониране
Първите три крайцера са с италианска броня, тип „Харви“; бронята на последващите кораби е тип „Круп“, която е значително по-здрава. Бронирането е сравнително тънко, но покрива по-голямата част от корпуса. Това предполага, преди всичко, защита от скорострелната артилерия среден калибър, на която тогава се възлага решаващото значение в боя. Бронираният пояс, широк 3 m, е по водолинията, по цялата дължина на кораба. Дебелината му в центъра на корпуса е 152 mm, а в краищата – наполовина. В централната част на корпуса над бронепояса се намират бронираните каземати на оръдията от средния калибър с дебелина 152 mm, отпред и отзад батареята е защитена с бронирани траверси, дебели 127 mm. Главният калибър е защитен от бронираните му кули. Бронепалубата е дебела 22 – 37 mm. Допълнителна защита представляват разположените над скосовете на бронираната палуба кофердами с въглища. За защита на каземата на средния калибър артилерия от попадения отгоре на последните крайцери на серията допълнително бива поставена горна бронирана палуба дебела 40 mm.

### Въоръжение
Главният калибър на крайцерите е 254 mm (10 дюймови) или 203 mm (8 дюймови) оръдия на фирмата „Армстронг“ съответно в едно или двуоръдейни носови и кърмови кули. От първите пет кораба три са въоръжени с две 10 дюймови, един – с четири 8 дюймови оръдия. Купеният от испанците крайцер „Кристобал Колон“ трябва да получи нови две 240 mm оръдия на фирмата Кане (Франция), но потъва преди да бъдат поставени. Трите последващи кораба, за италианския флот, получават комбинирано въоръжение на главния калибър – носова кула с 10 дюймово и кърмова с две 8 дюймови оръдия. Същото въоръжение има и купеният от Япония крайцер „Касуга“, а на другия японски крайцер „Ниссин“ двете кули са с 8 дюймови оръдия.
При всички крайцери на батарейния каземат има по десет 152 mm (6 дюймови) оръдия на „Армстронг“ – по пет на всеки борд. Казематът е с опростена конструкция и те не могат да стрелят по носа или по кърмата. Освен това, заради ниското си разположение, те не могат да стрелят при силно вълнение. На горната палуба са поставени на открито още четири 152 mm или шест 120 mm оръдия. 6 дюймовки на горната палуба имат един от първите пет кораба в серията (аржентинския „Генерал Белграно“) и всички пет последващи кораба.
Вспомагателната малокалибрена артилерия е основно на мостиците и бойните марсове. Тя е от десет 57 mm (на първите пет кораба) или 76 mm оръдия (на последващите пет крайцера), а също така имат от шест до дванадесет 37 mm или 47 mm скорострелни оръдия. Минното въоръжение се състои от четири въртящи се бордови 457 mm торпедни апарата.

## Представители на проекта
| Име                 | Служи на  | Влязъл в строй | Корабостроителница                   | Оръдия Г и С калибър                 | Котли        |
| ------------------- | --------- | -------------- | ------------------------------------ | ------------------------------------ | ------------ |
| „Гарибалди“         | Аржентина | 1896           | „Ансалдо“, Генуа                     | 2 × 254 mm; 10 × 152 mm; 6 × 120 mm  | 8 огнетръбни |
| „Сан Мартин“        | Аржентина | 1898           | „Орландо“, Ливорно                   | 4 × 203 mm; 10 × 152 mm; 6 × 120 mm  | 8 огнетръбни |
| „Кристобал Колон“   | Испания   | 1897           | „Ансалдо“, Генуа                     | 10 × 152 mm; 6 × 120 mm              | 8 огнетръбни |
| „Генерал Белграно“  | Аржентина | 1898           | „Орландо“, Ливорно                   | 2 × 254 mm; 14 × 152 mm;             | 8 огнетръбни |
| „Пуейрредон“        | Аржентина | 1898           | „Ансалдо“, Генуа                     | 2 × 254 mm; 10 × 152 mm; 6 × 120 mm  | 16 „Белвил“  |
| „Джузепе Гарибалди“ | Италия    | 1901           | „Ансалдо“, Генуа                     | 1 × 254 mm; 2 × 203 mm; 14 × 152 mm; | 21 „Никлос“  |
| „Варезе“            | Италия    | 1903           | „Орландо“, Ливорно                   | 1 × 254 mm; 2 × 203 mm; 14 × 152 mm; | 24 „Белвил“  |
| „Ниссин“            | Япония    | 1904           | „Ансалдо“, Генуа                     | 4 × 203 mm; 14 × 152 mm;             | 8 огнетръбни |
| „Касуга“            | Япония    | 1904           | „Ансалдо“, Генуа                     | 1 × 254 mm; 2 × 203 mm; 14 × 152 mm; | 8 огнетръбни |
| „Франческо Феручио“ | Италия    | 1905           | Държавни корабостроителници, Венеция | 1 × 254 mm; 2 × 203 mm; 14 × 152 mm; | 24 „Никлос“  |

## История на службата

### В испанския флот
„Кристобал Колон“ е третият крайцер от серията „Гарибалди“, купен е от Испания през 1896 г. още на стапелите заради вече очертаващата се заплаха от война със САЩ. Към момента на започване на Испано-американската война на крайцера не са поставени оръдията на главния калибър. Въпреки това той участва в похода към бреговете на Куба като част от ескадрата на адмирал Паскуал Сервера, където взема участие в решаващото сражение при Сантяго де Куба на 3 юли 1898 година.
По време на битката, макар и без оръдия голям калибър, „Колон“ се представя най-добре от трите други кораба в испанската ескадра. Крайцерите испанска постройка, без да могат да водят ефективен огън, се показват силно уязвими за вражеските снаряди, докато „Колон“ получава само леки повреди и дори има няколко добри попадения в американските кораби. Независимо от това, заради липсата на скорост, „Колон“ не успява да се откъсне от преследвачите, насочва се към плитките крайбрежни води, засяда там и спуска флага си. При опит на противника да го изтегли от плитчините, крайцерът се преобръща и потъва.

### В японския флот
Япония купува два крайцера от проекта „Гарибалди“ – „Ниссин“ и „Касуга“ през декември 1903 г. – в навечерието на Руско-японската война. През април 1904 година те са включени в състава на бойните сили на флота. Японците решават да не използват бавните крайцери в съединението на техните броненосни крайцери които са по-модерни. „Ниссин“ и „Касуга“ са използвани при обстрела на руските позиции при обсадата на Порт-Артур (10 дюймовото оръдие на „Касуга“ е най-далекобойното оръдие в японския флот), а при появата в морето на руския флот се включват в състава на основната ескадра от броненосци на адмирал Хейхачиро Того, попълвайки дупката получена след загубата, през май 1904 година, на броненосците „Хацусе“ и „Яшима“ от руски мини. „Ниссин“ при това е кораб на младшия флагман на 1-ви боен отряд.
Заедно с японските броненосци „Ниссин“ и „Касуга“ вземат участие в решаващите сражения на войната – сражението в Жълто море на 10 август 1904 и при Цушима на 27 май 1905 година. В тези сражения крайцерите показват висока скорострелност и точна стрелба, въпреки че високото темпо на стрелбата често води до взривяване на собствените снаряди в ствола на оръдията. В битката при Цушима „Ниссин“ така губи три от четирите си 8 дюймови оръдия. Крайцерите също така показват и уязвимост от огъня на големокалибрената артилерия на руските кораби. Въпреки това, даже с няколко попадения на 12 дюймови снаряди (305 mm), крайцерите „гарибалдийци“ не излизат от строй и остават в сражението.
След войната старите огнетръбни котли на крайцерите са сменени с по-модерни водотръбни котли, японско производство. По време на Първата световна война „Ниссин“ действа в Тихия океан (участва и в преследването на немската Източно-Азиатска ескадра), а в 1917 г. е насочен към Средиземно море за борба с немските и австро-унгарските подводници.
През 1925 г. „Касуга“, а 1927 и „Ниссин“ са превърнати в учебни кораби. 1935 г. „Ниссин“ е изключен от списъците на флота и е направен опитен кораб, а през 1936 г. е вече кораб-мишена и е потопен при изпитанията на нови артилерийски системи. „Кассуга“ продължава да служи до 1942 година, когато е превърнат в блокшив. През 1945 г. е потопен от американската авиация.

### В италианския флот
Италия успява да остави за себе си едва 6-ия, 7-ия и 8-ия от крайцерите „Гарибалди“. Строитеството на последния от тях – „Франческо Феручио“ се прави на държавните стапели във Венеция и влизането му в строй се проточва до средата на 1905 година, когато вече този проект се смята за напълно остарял. През 1909 г. всичките три еднотипни крайцери-„гарибалдийци“ – „Джузепе Гарибалди“, „Варезе“ и „Феручио“ – са преведени в резервна дивизия и след това действат основно заедно.
По времето на итало-турската война (1911 – 1912) крайцерите, образуват заедно със стария крайцер „Марко Поло“ и канонерка към тях 2-ра дивизия на 2-ра ескадра на Съединения флот на Италия и действат по крайбрежието наСеверна Африка. Те безнаказано, от голяма дистанция, обстрелват бреговите укрепления на Триполи през септември и Тобрук през декември на 1911 година. През февруари 1912 „Гарибалди“ и „Феручио“ атакуват отряд турски кораби в Бейрут и потопяват канонерката (стар малък броненосец) „Авни-Иллах“ и миноносеца „Анкара“. Април 1912 г. крайцерите обстрелват турските позиции при Дарданелите.
През Първата световна война, в която Италия встъпва през 1915 г., съединението на „гарибалдийците“ (заедно със стария крайцер „Виттор Пизани“) обстрелват крайбрежието на Австро-Унгария до Рагуза. На 18 юли 1915 по време на поредния обстрел на крайморската железопътна линия крайцера „Джузепе Гарибалди“ е торпилиран от австрийската подводница U-4 и потъва след няколко минути. „Феручио“ след това е използван като охрана на комуникациите и снабдяването на италианските войски в Албания, а „Варезе“ се намира в небоеспособно състояние в базата Бриндизи. От 1919 г. „Варезе“ е превърнат в учебен кораб, през 1923 г. е изключен от списъците на флота и предаден за скрап. През 1924 г. в учебен кораб е направен и „Феручио“, който през 1929 г. е разоръжен, а на следващата година е изключен от флота.

### В аржентинския флот
Аржентина има най-брой от корабите на проекта, заради стремежа си, в предстоящия конфликт с Чили, да формира броненосен флот от еднотипни кораби. В края на 1896 в Буенос Айрес пристига главния кораб на серията: „Гарибалди“, а в течение на 1898 г. в Аржентина пристигат крайцерите „Сан Мартин“, „Генерал Белграно“ и „Пуейредон“. От 1902 г. в Италия по аржентинска поръчка се строят още два крайцера по този проект – „Ривадавия“ („Митре“) и „Морено“ („Рока“) (бъдещите „Ниссин“ и „Касуга“). След като Чили поръчва в Англия два бързоходни броненосеца – „Конститусион“ и „Либертад“ (бъдещите „Свифшур“ и „Триумф“), способни ефективно да се борят с „гарибалдийците“, Аржентина склонява за дипломатическо регулиране на конфликта и двете поръчки са анулирани.
Съединението от четири крайцера „Джузепе Гарибалди“ продължава да бъде основна бойна сила на аржентинския флот, въпреки че към 1910 г. „Гарибалди“ поддържа ход само от 14 възела, а „Пуейредон“ – 16. През 1915 година Аржентина получава поръчаните в САЩ линкори „Ривадавия“ и „Морено“ и възниква въпроса какво да се прави със старите кораби. 1917 г. Гарибалди, а през 1920 г. и „Сан Мартин“ са преправени в учебни. През 1932 г. са преквалифицирани в кораби на бреговата отбрана, а в периода 1935 – 1936 г. са изключени от списъците на флота. „Гарибалди“ е утилизиран, а корпусът на „Сан Мартин“ до 1947 година се използва като понтон.
„Генерал Белграно“ и „Пуейредон“, които са в по-добро техническо състояние, през 1926 – 1930 година преминават сериозна модернизация. Котлите им са заменени с такива, работещи на петрол. Старите мачти са сменени с по-леки трикраки такива. Свалени са 6 дюймовите оръдия, заедно с бронята им. Среднокалибрената артилерия вече е шест нови 152 mm оръдия на горната палуба. Поставени са и няколко нови зенитни оръдия. Въпреки модернизацията те не са годни за крайцерска служба. През 1933 г. „Белграно“ става плаваща база за подводниците от типа „Санта Фе“, а „Пуейредон“ се води кораб на бреговата отбрана, като през 1941 г. е направен учебен кораб. През 1947 г. „Белграно“ е изключен от флота и предаден за скрап. „Пуейредон“ продължава да служи до 1954 година, когато е изключен от списъците на флота и на собствен ход отива в Япония за последваща утилизация.

## Обща оценка на проекта
През 90-те години в Италия е създаден тип сравнително неголям броненосен крайцер. От съвременните му английски и френски кораби той се отличава с по-силното въоръжение и защита. За това се налага да бъде намалено количеството гориво, което намалява далечината на плаване, така че италианските крайцери са годни само за ограничени морски театри.
За сравнително малката за съответния клас водоизместимост „гарибалдийците“ имат бойна мощ, съответсваща на доста по-големи техни събратя. При което, обаче, те, които следва да съчетават преимуществата на броненосците и крайцерите, не притежават нито едните, нито другите. За крайцери са твърде бавни, с малка далечина на плаване и лоша мореходност. За броненосци са слабо защитени, поради тънката си броня. Фактически крайцерите тип „Гарибалди“ стават евтини заместители на големите броненосни кораби, което предопределя и експортната им привлекателност у небогатите страни. Обаче в епохата на дреднаутните флотове те са пригодни за ограничен кръг задачи като ескорт на транспорти, брегова отбрана или обстрел на слабоукрепените противникови брегове; да служат като стационари в далечни колониални простанища или накрая, да бъдат учебни кораби. Всичко това не си заслужава скъпата издръжка на броненосните крайцери.
Тези италианските броненосни крайцери, може да се нарекат етапни кораби във военноморската история. Те се явяват бързоходното крило на своите главни сили, което дава повод да ги считат за родоначалници на нов клас бойни кораби – класа на линейните крайцери. От сравнението на настъпателните и отбранителните качества между броненосните крайцери се вижда несъмненото преимущество на „Гарибалди“ при преизчисляване на единица водоизместимост (а следователно, и стойност). Италианският проект превъзхожда по този параметър даже японските броненосни крйацери.